# Lokodjro

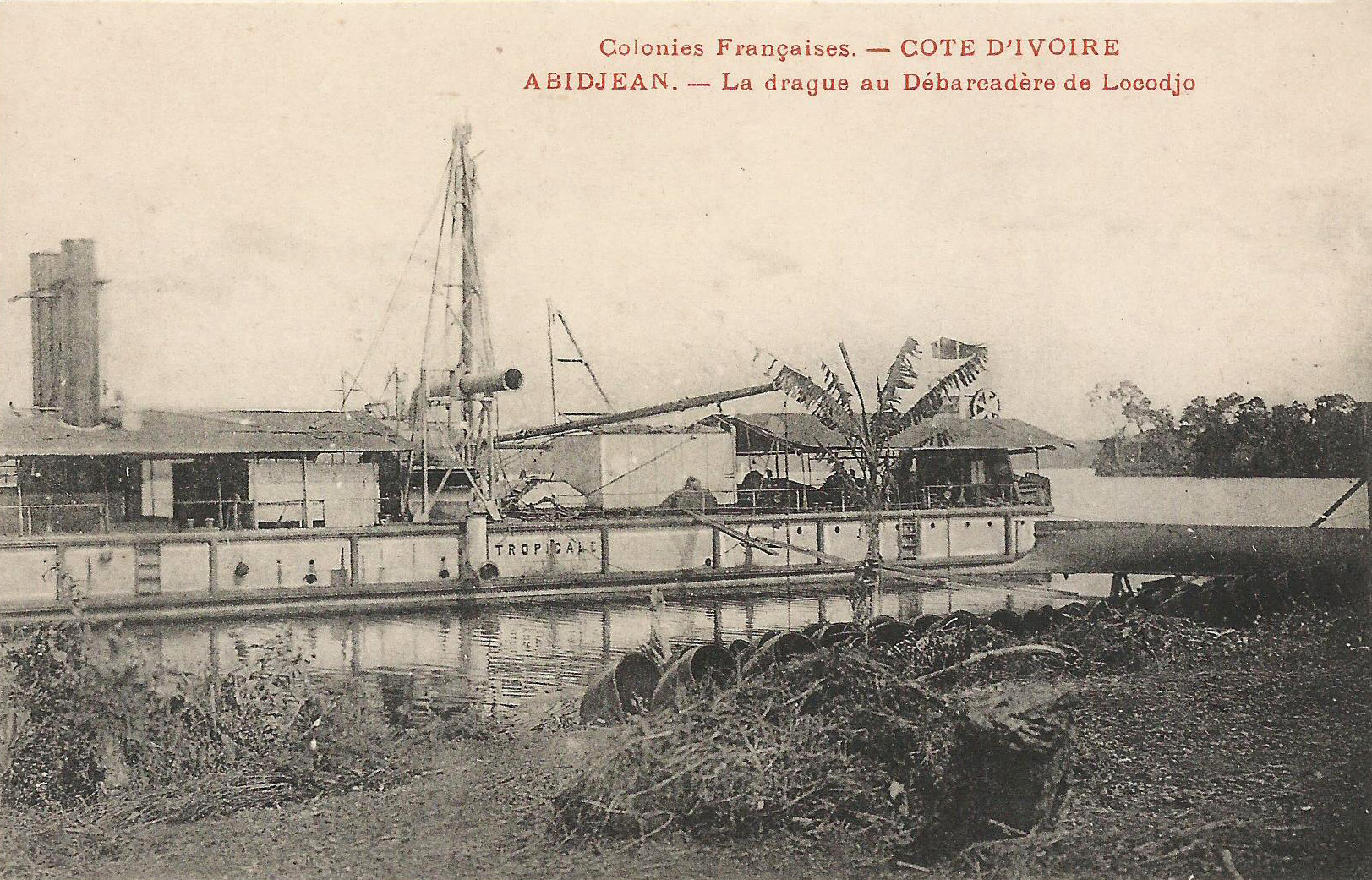
La drague au débarcadère de Lokodjro.

Lokodjro (aussi orthographié Locodjro) est un village d'Attécoubé, une des communes du district d'Abidjan. 
Donnant sur la baie du Banco, on y trouve une base navale d’Abidjan de la Marine nationale ivoirienne.
Depuis novembre 2017 se trouve à Lokodjro un débarcadère offert par le royaume du Maroc baptisé « Point de débarquement Mohammed VI ». Il est doté d’une plateforme de 3.000 m2, d’une passerelle de 30 mètres et de deux pontons pour l’accostage des embarcations. L’installation, censée augmenter la production et apporter de meilleures conditions d’hygiène et de sécurité aux mareyeuses, reste vide car ces dernières refusent de quitter le port de pêche artisanale se trouvant à 2,5 kilomètres, à Abobo-Doumé.